# Zmarli w czerwcu 2018

## Czerwiec 2018
- 30 czerwca
  - Dagmar Burešová – czeska prawniczka, przewodnicząca Czeskiej Rady Narodowej i minister sprawiedliwości w latach 1989–1990[1]
  - Jaime Garralda Barretto – hiszpański duchowny katolicki, jezuita, działacz społeczny[2]
  - Johan Jakobsen – norweski polityk[3]
  - Jerzy Pertkiewicz – polski farmaceuta, uczestnik II wojny światowej, kawaler Orderu Virtuti Militari[4]
  - Fuat Sezgin – turecki historyk[5]
  - Anacleto Sima Ngua – gwinejskorównikowy biskup rzymskokatolicki[6]
  - Smoke Dawg – kanadyjski raper[7]
- 29 czerwca
  - Kwesi Bekoe Amissah-Arthur – ghański ekonomista, polityk, wiceprezydent[8]
  - Franz Beyer – niemiecki skrzypek i muzykolog[9]
  - Andrzej Brzeski – polski aktor teatralny i filmowy, autor, kompozytor i wykonawca poezji śpiewanej[10][11]
  - Arvid Carlsson – szwedzki neurobiolog, laureat Nagrody Nobla[12]
  - Bong Dazo – filipiński rysownik komiksów[13]
  - Steve Ditko – amerykański autor komiksów i pisarz[14][15]
  - Józef Kolonko – polski ekonomista, doktor habilitowany nauk ekonomicznych[16]
  - Henryk Kuś – polski działacz kulturalny i folklorysta[17]
  - Jacques Madubost – francuski lekkoatleta, skoczek wzwyż[18]
  - María Luisa Mendoza – meksykański dziennikarz, pisarz i polityk[19]
  - Liliane Montevecchi – francuska aktorka[20]
  - Derrick O’Connor – irlandzki aktor[21][22]
  - Eugene Pitt – amerykański piosenkarz[23]
  - Stanisław Rogowski – polski dowódca wojskowy, generał brygady WP[24]
  - Irena Szewińska – polska lekkoatletka, działaczka organizacji sportowych, medalistka czterech kolejnych igrzysk olimpijskich, dama Orderu Orła Białego[25]
  - Wolf Werner – niemiecki trener piłkarski[26][27]
- 28 czerwca
  - Goran Bunjevčević – serbski piłkarz[28]
  - Christine Nöstlinger – austriacka pisarka[29]
  - Joanna Puzyna-Chojka – polski teatrolog, krytyk teatralny, wykładowca akademicki[30][31]
  - Piotr Solloch – polski samorządowiec, burmistrz Krapkowic w latach 1995–2010[32][33]
  - Zdzisław Tanewski – polski pianista, pedagog muzyczny, kawaler orderów[34]
- 27 czerwca
  - Artur Bień – polski specjalista budowy i eksploatacji maszyn, dr hab. inż[35][36].
  - Albin Bombik – polski uczestnik II wojny światowej, działacz samorządu zawodowego biegłych rewidentów, kawaler orderów[37][38]
  - Jack Carroll – australijski rugbysta[39]
  - Harlan Ellison – amerykański pisarz[40]
  - Joe Jackson – amerykański menadżer talentów, ojciec Michaela[41]
  - Jose Kaimlett, indyjski ksiądz katolicki
  - Paola Paternoster – włoska lekkoatletka[42]
  - Steve Soto – amerykański gitarzysta i wokalista[43]
  - Tadeusz Waligóra – polski nauczyciel, trener, kawaler orderów oraz Honorowy Obywatel Kędzierzyna-Koźla[44]
  - Anne Tolstoi Wallach – amerykańska pisarka[45]
- 26 czerwca
  - Aleksander Główka – polski ekonomista, nauczyciel, harcerz Szarych Szeregów, żołnierz AK, społecznik, działacz PTTK i TOnZ[46][47]
  - Karol Fonfara – polski hokeista[48]
  - Janina Jaroszyńska – polska aktorka[49]
  - Abdel Rahim Mohamed – egipski trener i ekspert piłkarski[50]
  - Henri Namphy – haitański polityk, prezydent Haiti w latach 1986–1988[51]
  - Stefan Nieznanowski – polski badacz literatury staropolskiej, prof. dr hab[52].
  - Władysław Parafiniuk – polski soecjalista z zakresu anatomii patologicznej, prof. dr hab. n. med[53].
  - Jerzy Pilarski – polski działacz ewangelicki, wieloletni członek władz Kościoła Ewangelicko-Augsburskiego w RP[54]
  - Daniel Pilon – kanadyjski aktor[55]
- 25 czerwca
  - Štefka Drolc – słoweńska aktorka[56]
  - David Goldblatt – południowoafrykański fotograf[57][58]
  - Jacek Hałasik – polski dziennikarz sportowy[59][60]
  - Richard Benjamin Harrison – amerykański przedsiębiorca i osobowość telewizyjna[61]
  - Janina Moniuszko-Jakoniuk – polska naukowiec, lekarz, farmakolog i toksykolog, profesor nauk medycznych[62]
  - Kurt Pirmann – niemiecki polityk[63]
  - Tadeusz Szczepaniak – polski ekonomista, prof. zw. dr hab[64].
- 24 czerwca
  - Stanley Anderson – amerykański aktor filmowy i telewizyjny[65]
  - Xiomara Alfaro – kubańska piosenkarka[66]
  - Rod Hutchinson – brytyjski wędkarz i publicysta wędkarski[67]
  - Siergiej Ogorodnikow – rosyjski hokeista[68]
  - Józef Rejewski – polski lekarz chirurg i samorządowiec, przewodniczący rady miejskiej Ełku (1990–1994, 1998–2002)[69]
- 23 czerwca
  - Roland Baar – niemiecki wioślarz, olimpijczyk (1988, 1992, 1996)[70]
  - Alberto Fouillioux – chilijski piłkarz[71]
  - Ralf Geisthardt – niemiecki polityk[72]
  - Donald Hall(inne języki) – amerykański poeta[73]
  - Kim Jong-pil – południowokoreański polityk, premier Korei Południowej w latach 1971–1975 i 1998–2000[74]
  - Wiesława Klimek-Piotrowska – polska specjalista w zakresie anatomii, chirurgii ogólnej, onkologii, dr hab[75][76].
  - Jolanta Kondratowicz-Pozorska – polska ekonomistka, profesor nadzwyczajny i dziekan Wydziału Nauk Ekonomicznych Politechniki Koszalińskiej[77]
  - Stefan Matousch – austriacki aktor[78]
  - Gazmend Sinani – kosowski koszykarz posiadający również tureckie obywatelstwo[79]
  - Józef Andrzej Unger – polski prawnik[80]
  - Jan Żardecki – polski aktor[81][82]
- 22 czerwca
  - Vincent Paul Abbott – amerykański muzyk, perkusista, członek zespołu Pantera[83]
  - Halina Aszkiełowicz – polska siatkarka, medalistka olimpijska (1968)[84]
  - Manfred Brunner – niemiecki polityk[85]
  - Marek Karewicz – polski fotograf, dziennikarz muzyczny[86]
  - Olga Krzyżanowska – polska lekarka, działaczka opozycji antykomunistycznej, polityk, wicemarszałek Sejmu i senator RP[87]
  - Czesław Kurek – polski weterynarz, nauczyciel akademicki, prof. dr hab. n. wet[88].
  - Felicia Langer – niemiecko-izraelska prawniczka i działaczka na rzecz praw człowieka[89]
  - Mścisław Lurie – polski działacz społeczny, kawaler orderów[90]
  - Rezső Nyers – węgierski polityk[91]
  - Geoffrey Oryema – ugandyjski muzyk[92][93]
  - Seweryn Wiechowski – polski kardiochirurg, działacz opozycji antykomunistycznej, rektor Pomorskiej Akademii Medycznej w Szczecinie[94]
  - Barbara Zahorska-Markiewicz – polska lekarka, internistka, specjalistka w zakresie chorób wewnętrznych i zdrowia publicznego[95]
- 21 czerwca
  - Édouard-Jean Empain – belgijski przedsiębiorca[96]
  - Miriam Gilou-Cendrars – szwajcarska pisarka i dziennikarka, córka i biografka Blaise’a Cendrarsa[97]
  - Hassan Glaoui – marokański malarz[98]
  - Charles Krauthammer – amerykański dziennikarz, publicysta[99]
  - Jamsheed Marker – pakistański dyplomata[100]
  - Wiesław Osewski – polski grafik, malarz i rysownik[101]
- 20 czerwca
  - Karol Stefan Altenburg – austriacki arystokrata, syn arcyksięcia Karola Olbrachta Habsburga i jego morganatycznej żony – Alicji Ankarcrony, Szwedki[102]
  - Cecylia Czartoryska – polska katechetka, wychowawczyni dzieci niewidomych, dama orderów[103]
  - Sergiusz Dzierzgowski – polski chemik, nauczyciel akademicki, prof. dr inż[104][105][106].
  - Nina Grella – polska dziennikarka[107]
  - Edward Horoszkiewicz – polski lekarz ginekolog i polityk, poseł na Sejm X kadencji PRL[108][109]
  - Sándor Kányádi – węgierski poeta, pisarz i tłumacz[110]
  - Artur da Cunha Oliveira – portugalski teolog i pisarz, poseł do Parlamentu Europejskiego[111]
  - Tadeusz Pałaszewski – polski specjalista ekonomiki i organizacji inwestycji i budownictwa, profesor Politechniki Warszawskiej[112][113]
  - Władysław Pogoda – polski skrzypek ludowy[114]
  - Dominik Połoński – polski wiolonczelista[115]
  - Peter Thomson – australijski golfista[116]
  - Piotr Tomaszewski – polski biochemik, doktor habilitowany nauk farmaceutycznych, nauczyciel akademicki Warszawskiego Uniwersytetu Medycznego[117]
  - Tadeusz Wojciechowski – polski dziennikarz radiowy[118]
- 19 czerwca
  - Dante Caputo – argentyński polityk i dyplomata[119]
  - Stanley Cavell – amerykański filozof[120]
  - Uwe Deeken – niemiecki reżyser teatralny, działacz kulturalny[121]
  - Iwan Dracz – ukraiński poeta, tłumacz i polityk[122][123]
  - Hans-Christian Drömann – niemiecki pastor luterański, teolog[124]
  - Elżbieta – duńska księżniczka[125]
  - Sergio Gonella – włoski sędzia piłkarski[126]
  - Hubert Green – amerykański golfista[127]
  - Wanda Malko – polska historyk muzyki[128][129]
  - Paul John Marx – francuski duchowny katolicki, biskup[130]
- 18 czerwca
  - Walter Bahr – amerykański piłkarz[131]
  - Big Van Vader – amerykański wrestler[132]
  - Edward Cyrson – polski ekonomista, dr hab[133].
  - Edward Drzazga – polski dowódca wojskowy, generał brygady WP[134]
  - Hermann Glaser – niemiecki historyk kultury[135]
  - Paul Gratzik – niemiecki pisarz[136]
  - Kazuo Kashio – japoński przedsiębiorca, współzałożyciel firmy Casio[137]
  - Rajmund Koperski – polski duchowny katolicki, misjonarz, dominikanin[138]
  - Barry McDaniel – amerykański śpiewak operowy[139]
  - Jahseh Dwayne Onfroy, ps. XXXTentacion – amerykański raper[140]
  - Konstantinos Politis – grecki koszykarz, trener[141]
  - Berndt Skott – niemiecki rysownik, karykaturzysta[142]
  - Yaśmina Strzelecka – polska pianistka i pisarka[143][144]
  - Magalì Vettorazzo – włoska lekkoatletka[145]
- 17 czerwca
  - Alina Afanasjew – polska artystka, scenograf teatralny i telewizyjny, autorka bajek i scenariuszy[146]
  - Elizabeth Brackett – amerykańska dziennikarka[147]
  - Thomas Chorherr – austriacki dziennikarz[148]
  - Wiesław Kruczkowski – polski malarz, profesor sztuk plastycznych[149][150]
  - Joanna Kulmowa – polska poetka[151]
  - Jan Nowak – polski działacz sportowy, kawaler orderów[152]
  - Timothy O’Meara – amerykański matematyk[153]
  - Rebecca Parris – amerykańska piosenkarka jazzowa[154]
- 16 czerwca
  - Maciej Abramowicz – polski ratownik górski, naczelnik Grupy Karkonoskiej GOPR[155][156]
  - Andrzej Bartyński – polski poeta i działacz społeczny[157]
  - Hans-Artur Bauckhage – niemiecki polityk[158]
  - Martin Bregman – amerykański producent filmowy[159]
  - Euan Howard – brytyjski polityk, arystokrata[160]
  - Kazimierz Kościelny – polski piłkarz[161]
  - Grzegorz Ludwig – polski trener zapasów[162]
  - Edgar Preuß – niemiecki piłkarz, trener[163]
  - Donald Ritchie – szkocki lekkoatleta, ultramaratończyk[164][165]
  - Giennadij Rożdiestwienski – rosyjski dyrygent[166]
  - Ryszard Wrzaskała – polski kompozytor, aranżer, dyrygent, pianista, autor tekstów piosenek, pedagog[167]
- 15 czerwca
  - Marek Gędek – polski medioznawca, historyk, dziennikarz, wykładowca akademicki i poeta[168][169]
  - Leslie Grantham – brytyjski aktor[170]
  - Enoch zu Guttenberg – niemiecki dyrygent[171]
  - Nick Knox – amerykański perkusista[172][173]
  - Jerzy Kolecki – polski działacz kulturalny, współtwórca i dyrektor Teatru Lalek Rabcio[174][175]
  - Rita Marko – albański polityk komunistyczny[176]
  - Matt Murphy – amerykański muzyk bluesowy[177]
  - Mieczysław Edward Szufranowicz – polski działacz państwowy, wicewojewoda wrocławski (1980–1990)[178]
  - Darío Villalba Flores – hiszpański malarz i łyżwiarz figurowy, olimpijczyk (1956)[179]
  - Dieter Wellershoff – niemiecki pisarz[180]
- 14 czerwca
  - Fazlullah – pakistański terrorysta, przywódca talibańskiego ugrupowania zbrojnego Tehrik-i-Taliban Pakistan (TTP)[181]
  - Stanisław Goworuchin – rosyjski reżyser i deputowany do Dumy Państwowej[182]
  - Olga Mioduszewska – polska specjalistka anatomopatologii onkologicznej, prof. dr hab. med[183][184].
  - Archibald Montgomerie – brytyjski arystokrata[185]
  - Theodor Österreicher – austriacki prawnik[186]
  - Adam Plichta – polski duchowny katolicki, kanonik[187]
- 13 czerwca
  - Reinhard Birkenstock – niemiecki prawnik[188]
  - Emilio De Rose – włoski polityk i lekarz, minister robót publicznych (1987–1988)[189]
  - Anne Donovan – amerykańska koszykarka, trenerka[190]
  - D.J. Fontana – amerykański perkusista[191]
  - Antoni Janaszak – polski tancerz baletowy[192][193]
  - Rory Kiely – irlandzki polityk[194]
  - Jan Kurdwanowski – polski działacz konspiracji niepodległościowej w czasie II wojny światowej, autor wspomnień[195]
  - Jerzy Szalbot – polski samorządowiec i działacz społeczny, prezes Lokalnej Grupy Działania Cieszyńska Kraina[196]
  - Charles Vinci – amerykański sztangista[197]
  - Ulrike Wulf-Rheidt – niemiecka historyk architektury[198]
- 12 czerwca
  - José Carlos Bernardo – brazylijski piłkarz[199]
  - Helena Dunicz-Niwińska – polska skrzypaczka, tłumaczka literatury z zakresu historii muzyki poważnej oraz autorka wspomnień wojennych[200][201]
  - Bonaldo Giaiotti – włoski śpiewak operowy[202]
  - Jon Hiseman – angielski perkusista jazzowy i rockowy[203]
  - Krzysztof Kostro – polski weterynarz, prof. dr hab[204][205].
  - Jarosław Kozidrak – polski gitarzysta rockowy, klawiszowiec i kompozytor; współzałożyciel zespołu Bajm[206]
  - Władysław Kulka – polski duchowny katolicki, kanonik[207]
  - Walter Langer – austriacki aktor[208]
  - Rumen Petkov – bułgarski animator[209]
  - Stanisław Romaniak – polski poeta i artysta rzeźbiarz[210]
  - Meinhard Starostik – niemiecki prawnik[211]
  - Renato Vrbičić – chorwacki piłkarz wodny[212]
  - Nikolaus Wiplinger – austriacki pianista[213]
  - Jerzy Włoch – polski chemik, dr hab[214].
- 11 czerwca
  - Jerzy Antychowicz – polski profesor doktor habilitowany nauk weterynaryjnych[215][216]
  - Wayne Dockery – amerykański kontrabasista jazzowy[217]
  - Oscar Furlong – argentyński koszykarz, tenisista[218]
  - Yvette Horner – francuska akordeonistka[219]
  - Victoria Kalima – zambijska polityk[220]
  - Roman Kłosowski – polski aktor[221]
  - Erich Meuthen – niemiecki historyk[222]
  - Andrzej Stapiński – polski dermatolog, prof. dr hab. med[223][224].
- 10 czerwca
  - Stan Anderson – angielski piłkarz[225]
  - Neal E. Boyd – amerykański piosenkarz[226]
  - Karen Dahlerup – duńska polityk, parlamentarzystka krajowa i europejska[227]
  - Martin Metzger – niemiecki pastor, teolog, biblista[228]
  - Andreas Perez – hiszpański motocyklista wyścigowy[229]
- 9 czerwca
  - Martin Birrane – irlandzki przedsiębiorca i kierowca wyścigowy[230]
  - Françoise Bonnot – francuska montażystka filmowa[231]
  - Kristine Ciesinski – amerykańska śpiewaczka operowa[232]
  - Murray Fromson – amerykański dziennikarz, korespondent wojenny, pedagog[233]
  - Reinhard Hardegen – niemiecki polityk, przedsiębiorca, oficer Kriegsmarine[234]
  - Sylwester Kubica – polski gimnastyk, olimpijczyk (1968, 1972)[235]
  - Miłowit Kuniński – polski historyk filozofii i filozof polityki, profesor Uniwersytetu Jagiellońskiego[236]
  - Ernst Leuninger – niemiecki duchowny katolicki, kanonik, profesor teologii[237]
  - Marian Mulczyk – polski mikrobiolog, prof. zw. dr hab[238][239].
  - Bolesław Ochodek – polski specjalista w zakresie mechaniki, profesor i prorektor Państwowej Wyższej Szkoły Zawodowej im. Stanisława Staszica w Pile[240][241]
  - Fadil Vokrri – kosowski piłkarz i działacz sportowy[242]
  - Frances Walker-Slocum – amerykańska pianistka i pedagog[243]
  - Friederich Werthmann – niemiecki rzeźbiarz[244]
- 8 czerwca
  - Per Ahlmark – szwedzki polityk i pisarz[245]
  - Anthony Bourdain – amerykański kucharz, szef kuchni, pisarz, osobowość telewizyjna[246]
  - Johann Bruns – niemiecki polityk[247]
  - Maria Bueno – brazylijska tenisistka, zwyciężczyni 19 turniejów Wielkiego Szlema[248]
  - Freddy Eugen – duński kolarz[249]
  - Eunice Gayson – brytyjska aktorka[250]
  - Danny Kirwan – brytyjski muzyk rockowy[251]
  - John McKenzie – kanadyjski hokeista[252]
  - Jutta Nardenbach – niemiecka piłkarka[253]
  - Jackson Odell – amerykański aktor[254]
- 7 czerwca
  - David Douglas Duncan – amerykański fotoreporter[255]
  - Minken Fosheim – norweska aktorka[256]
  - Arie den Hartog – holenderski kolarz szosowy i torowy[257]
  - Janusz Jędrygas – polski publicysta, autor przewodników, redaktor naczelny kwartalnika W górach[258]
  - Stanisław Kobiela – polski publicysta, działacz społeczny i regionalista[259][260]
  - Jerzy Matelowski – polski konstruktor i działacz motoryzacyjny[261]
  - Martin Polke – niemiecki fizyk[262]
  - Francis Smerecki – francuski piłkarz, trener[263]
  - Gena Turgel – polska pisarka narodowości żydowskiej, ocalała z Holocaustu[264]
  - Barbara Wachowicz – polska pisarka, autorka biografii wielkich Polaków, fotografik, scenarzystka, publicystka[265]
  - Stefan Weber – austriacki muzyk[266]
- 6 czerwca
  - Tinus Bosselaar – holenderski piłkarz[267]
  - Teddy Johnson – brytyjski piosenkarz, uczestnik 4. Konkursu Piosenki Eurowizji (1959)[268]
  - Wiesław Korthals – polski działacz partyjny i państwowy, przewodniczący Prezydium Wojewódzkiej Rady Narodowej w Toruniu (1984–1988)[269]
  - Mateja Matewski – macedoński pisarz[270]
  - Kira Muratowa – ukraińska reżyserka i scenarzystka filmowa[271]
  - Alan O’Neill – irlandzki aktor[272]
  - Ralph Santolla – amerykański gitarzysta, członek Deicide i Obituary[273]
  - Red Schoendienst – amerykański baseballista[274]
  - Ion Srbovan – jugosłowiański polityk, przewodniczący Rady Wykonawczej (premier) Socjalistycznej Prowincji Autonomicznej Wojwodina (1986–1989)[275]
  - Mary Wilson – brytyjska pisarka, wdowa po premierze Haroldzie Wilsonie[276]
  - Franz Wuketits – austriacki biolog[277]
- 5 czerwca
  - Peter Becker – niemiecki muzyk i germanista[278]
  - Ira Berlin – amerykański historyk[279]
  - Jānis Bojārs – łotewski lekkoatleta, kulomiot[280]
  - Pierre Carniti – włoski działacz związkowy, polityk, eurodeputowany[281]
  - Daša Drndić – chorwacka pisarka[282]
  - Teodor Gocz – łemkowski działacz kultulalny, twórca Skansenu Kultury Łemkowskiej w Zyndranowej[283][284]
  - Jadwiga Grabowska-Hawrylak – polska architektka[285]
  - Nina Király – węgierska historyczka i krytyk teatru[286][287]
  - Edward Kreft – polski grafik[288]
  - Manfred Matuszewski – polski zawodnik i trener kolarstwa[289]
  - Stanisław Moryto – polski kompozytor, organista[290]
  - Kate Spade – amerykańska projektantka mody[291]
- 4 czerwca
  - Dwight Clark – amerykański futbolista[292]
  - Norman Edge – amerykański muzyk jazzowy[293]
  - Bogusław Frańczuk – polski specjalista w zakresie chirurgii ortopedyczno-urazowej, prof. dr hab[294][295].
  - Heinz Jansen – niemiecki polityk, burmistrz Meppen[296][297]
  - Liguda Kozak – polska lekarka, dama orderów[298]
  - Teresa Kramarek – polski ginekolog-położnik, autorka polskiej metody rozpoznawania płodności[299][300][301]
  - Jarosław Krzemiński – polski muzyk[302]
  - Jalal Mansur Nuriddin – amerykański poeta i muzyk[303]
  - Adam Mańczak – polski nauczyciel WF, działacz opozycji w okresie PRL, kolekcjoner urządzeń fonograficznych, które podarował bydgoskiemu Muzeum Okręgowemu[304][305][306]
  - Jerzy Piątkowski – polski poeta[307]
  - Bohdan Pilarski – polski polityk, muzykolog, nauczyciel akademicki, rolnik, poseł na Sejm X i I kadencji[308]
  - Wojciech Krzysztof Wierzchowski – polski specjalista w zakresie fizyki ciała stałego, profesor nadzwyczajny Instytutu Technologii Materiałów Elektronicznych[309][310]
  - Józefa Życińska – polska działaczka niepodległościowa w czasie II wojny światowej, major WP w stanie spoczynku, dama orderów[311]
  - Ryszard Vogt – polski specjalista mechaniki, automatyki i robotyki, dr hab. inż., profesor Politechniki Warszawskiej[312][313]
- 3 czerwca
  - Robert Brylewski – polski wokalista, gitarzysta, kompozytor i autor tekstów[314]
  - Frank Carlucci – amerykański dyplomata, polityk, sekretarz obrony w latach 1987–1989[315]
  - Clarence Fountain – amerykański wokalista gospel, znany z zespołu The Blind Boys of Alabama[316]
  - Jerry Hopkins – amerykański dziennikarz, autor biografii m.in. Elvisa Presleya, Jima Morrisona i The Doors[317]
  - Miguel Obando Bravo – nikaraguański duchowny katolicki, kardynał[318]
  - Gilberto Parra – meksykański bokser[319]
  - Antoni Rutkowski – polski naukowiec, członek rzeczywisty PAN[320]
  - Tadeusz Sobieszczak – polski żołnierz konspiracji niepodległościowej w czasie II wojny światowej oraz powojennego podziemia antykomunistycznego[321]
  - Sania Szakirowa – kirgijska modelka, Miss Universe Beauty 2018[322]
  - Georg Von Tiesenhausen – amerykańsko-niemiecki uczony, konstruktor rakiet[323][324]
- 2 czerwca
  - Paul Boyer – amerykański biochemik, laureat Nagrody Nobla[325]
  - André Desvages – francuski kolarz szosowy[326]
  - Irenäus Eibl-Eibesfeldt – austriacki humanoetolog i zoolog[327]
  - Piotr Gajda – polski duchowny katolicki, prałat[328][329]
  - Bruce Kison – amerykański baseballista[330]
  - Marian Krzyżyński – polski działacz społeczny, Honorowy Obywatel Miasta Bystrzyca Kłodzka[331]
  - Seán McSweeney – irlandzki malarz[332]
  - Irving Sandler – amerykański historyk sztuki[333]
- 1 czerwca
  - Artur Cacciolari – brazylijski akrobata[334]
  - Eddy Clearwater – amerykański muzyk bluesowy[335]
  - Jill Conway – amerykańsko–australijska pisarka[336]
  - Walter Eich – szwajcarski piłkarz, trener[337]
  - Bernard Gantner – francuski malarz[338]
  - Giancarlo Ghirardi – włoski fizyk[339]
  - Hilmar Hoffmann – niemiecki kulturoznawca i filmowiec[340]
  - Andrew Massey – amerykański dyrygent i kompozytor[341]
  - Joseíto Mateo – dominikański piosenkarz[342]
  - Malcolm Morley – brytyjski malarz[343]
  - John Julius Norwich – brytyjski historyk, arystokrata[344]
  - William Edward Phipps – amerykański aktor[345]
  - Lutz Pyritz – niemiecki dżokej[346]
  - Rockin’ Rebel – amerykański wrestler[347]
  - Sinan Sakić – serbski piosenkarz turbofolkowy narodowości romskiej[348]
  - René Séjourné – francuski duchowny katolicki, biskup[349]

data dzienna nieznana
- Leszek Kałuża – polski reżyser i animator filmów animowanych[350][351]
- Stanisław Kubiak – polski reżyser, scenarzysta i producent filmów dokumentalnych[352][353]
- Daria Oleszczuk – polska urzędniczka[354]
- Kazimierz Rogacki – polski lekarz, kawaler orderów[355]